# Dukcija
Dukcija je takav pokret oka koji uključuje samo jedno oko. Općenito postoji šest mogućih načina pokretanja oka koji ovise o osi rotacije oka:
1.	Abdukcija koja se odnosi na vanjski pokret jednog oka
2.	Adukcija koja se odnosi na unutarnji pokret jednog oka
3.	Gornja adukcija / sursumdukcija / podizanje
4.	Donja adukcija / deorsumdukcija / spuštanje
5.	Inciklodukcija / intorzija
6.	Eksciklodukcija / ekstorzija

## Test forsirane dukcije
Test forsirane dukcije provodi se da bi se odredilo je li odsutnost pokreta oka uzrokovana neurološkim poremećajem ili mehaničkim oštećenjem.
Anestezirana spojnica uhvati se malom pincetom, pa se očna jabučica pokuša pomaknuti u smjeru u kojem je pokret onemogućen. U slučaju mehaničkog oštećenja nije moguće pasivno pomicanje očne jabučice.
Taj test je poluinvazivan.